# Šiaškotan

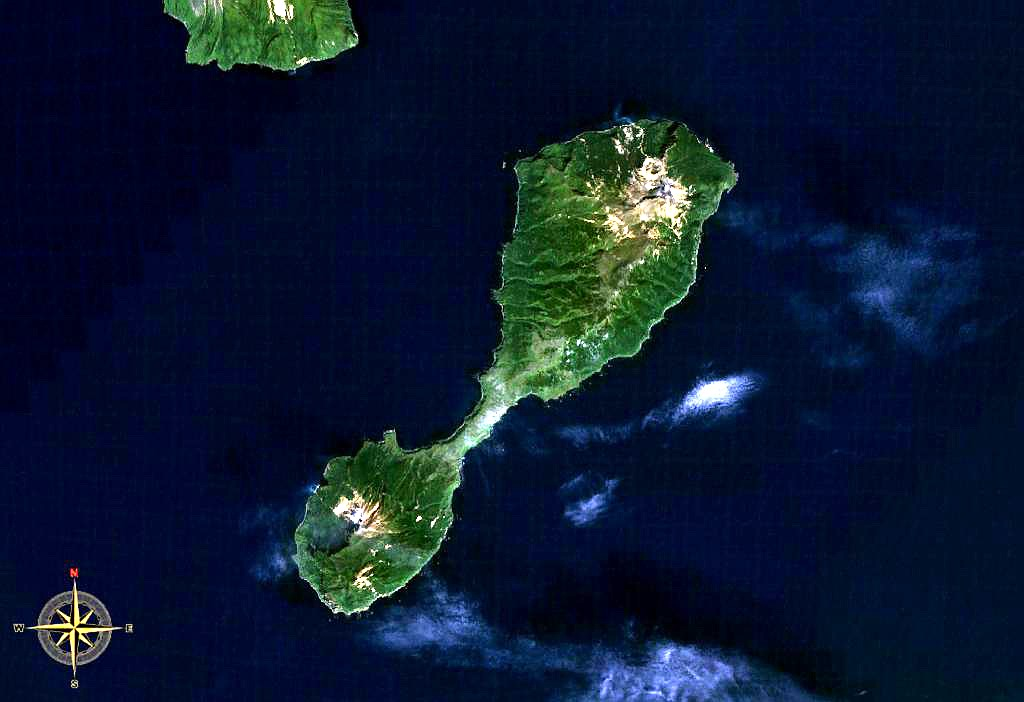
Satelitní snímek ostrova Šiaškotan

Šiaškotan (japonsky: 捨子古丹島, Šašukotan-tó; rusky: Остров Шиашкотан) leží na jižním konci severní skupiny ostrovů Kurilského souostroví, 29 km jihozápadně od Charimukotanu a 8 km jihovýchodně od Ekarmy. Ostrov má tvar dvou laloků spojených úzkým pruhem pevniny (1 km dlouhým a 85 - 125 m širokým) a jeho 128 km² velký hornatý povrch dosahuje maximální výšky 944 m n. m. Pobřeží je většinou kamenité, na několika místech jej tvoří močály. V okolí ostrova je mnoho ostrůvků a nebezpečných útesů.
Šiaškotan formují dva vulkány, Kuntomintar na jihu a Sinarka na severu.